# Beside You
「Beside You」（ビサイド・ユー）は、Dragon Ashの28枚目のシングル。2017年3月29日、MOB SQUAD / Getting Betterから発売。

## 解説
- 前作から4か月ぶりの新曲。配信限定20周年記念楽曲「Mix It Up」と対をなすようなファンに向けたラブソングとなっている。
- ブックレット付アナログLPサイズ豪華メモリアル・パッケージにCD+DVDが入った完全生産限定盤[3]、CD+DVDの期間限定盤[4]、CDのみ通常盤[5]の3形態での販売。
- 完全生産限定盤と期間限定盤付属DVDは20年の歴史を振り返るインタビューや未公開映像・ライブ映像など計105分収録。
- DVDのナレーションはメンバーとも親交の深い俳優の新井浩文が担当している。

## 収録曲
作詞：Kj　作曲・編曲：Dragon Ash

### CD
1. Beside You [4:38]
2. Circle [4:14]

### DVD
1. Interview
2. The Day dragged on（1997.11.20 SHIBUYA ON AIR WEST） [Live]
3. Future（1999.4.11 AKASAKA BLITZ） [Live]
4. Fever（1999.4.11 AKASAKA BLITZ） [Live]
5. Cool Boarders（1998.10.6 SHIBUYA CLUB QUATTRO） [Live]
6. Humanity（1999.10.7 YOKOHAMA ARENA） [Live]
7. 百合の咲く場所で（2001.5.5 Tokyo Bay NK Hall） [Live]
8. Fantasista（2003.11.23 Tokyo Bay NK Hall） [Live]
9. Scarlet Needle（2005.11.25 YOKOHAMA BLITZ） [Live]
10. Fly（2007.6.28 Zepp Tokyo） [Live]
11. Velvet Touch（2009.5.8 Zepp Tokyo） [Live]
12. SLASH（2011.4.22 Zepp Tokyo） [Live]
13. The Live（2014.4.20 Ishinomaki Onepark）[6] [Live]